# Les Éditions de Minuit
Les Éditions de Minuit es una editorial francesa, fundada por Jean Bruller y Pierre de Lescure en 1941, durante la Ocupación alemana de Francia. En febrero de 1942 publica su primera obra, Le Silence de la mer, de Vercors (seudónimo de Bruller).
Estas ediciones que funcionaron clandestinamente hasta la Liberación, publicaron obras de 25 escritores de la Resistencia, escapando así a la censura y a la propaganda de Vichy (en particular La Nouvelle Revue Française). Más neutra políticamente que Pensée Libre (desmantelada por los alemanes), las ediciones estaban abiertas a los autores gaullistas y comunistas.
Después de la guerra, la editorial fue dirigida por Jerôme Lindon de 1948 hasta su muerte en 2001. Desde entonces está dirigida por su hija Irène Lindon.

## Origen del nombre
Aunque la palabra minuit (medianoche) hace pensar en manuscritos impresos clandestinamente durante la noche, la historia es diferente. Las dos primeras obras fueron impresas por Claude Oudeville, que trabajaba sólo durante el día. Tardará dos meses en imprimir los 250 ejemplares de Le Silence de la mer. Las obras siguientes se imprimirían los domingos, en el taller desierto de Ernest Aulard.
En La Bataille du silence, Jean Bruller explica la inspiración literaria del nombre de las ediciones:

Ediciones subterráneas, Ediciones de las Catacumbas(...), Ediciones de la Libertad, Ediciones del Rechazo... Pero un día, en la calle Bonaparte,- jugaba con las palabras: la sombra, la noche, medianoche- sobre esta última me acordé de repente de un título de Duhamel, otro de Mac  Orlan... La Confesión de medianoche... La Tradición de medianoche... esto es lo que nos hace falta: ¡Las Ediciones de Medianoche! Estoy tan encantado que voy enseguida a casa de Lescure que está tan contento como yo.

## Historia
Si consiguiera poner en marcha, a pesar de las dificultades, el organismo necesario para la publicación de mi obra (impresión, encuadernación, difusión), se podría después utilizar para otra serie de obras. Una editorial clandestina, (...) ¿no era eso lo que hacía falta para saciar a los escritores faltos de publicación (...)?
Jean Bruller, La Bataille du silence

Les Éditions de Minuit publicaron sobre todo a: Jean Bruller (Vercors), Kostas Axelos, Jean Beaufret, Georges Bataille, Pierre Bourdieu, Jacques Bouveresse, Jacques Derrida, Gilles Deleuze, Michel Serres, Pierre Vidal-Naquet, Karl August Wittvogel, y también a Clément Rosset, Édith Thomas y Georges Didi-Huberman. Durante la Guerra de Argelia, publicaron La Question de Henri Alleg y La Gangrène de Bachir Boumaza. Publicadas en 1958, las dos obras fueron inmediatamente censuradas.
En literatura, publicaron a autores del Nouveau Roman: Samuel Beckett, Michel Butor, Claude Simon, Alain Robbe-Grillet, Robert Pinget y Marguerite Duras. Más recientemente han publicado: Patrick Deville, Christian Gailly, Jean Echenoz, Eugène Savitzkaya, Christian Oster, François Bon, Bernard-Marie Koltès, Jean-Philippe Toussaint, Jacques Serena, Marie NDiaye, Éric Chevillard, Tony Duvert, Laurent Mauvignier, Tanguy Viel, Benoît Peeters, Marie-Françoise Plissart, Anne Godard y Caroline Lamarche.
Dos autores de Les Éditions de Minuit recibieron el Premio Nobel: Samuel Beckett y Claude Simon.
Pierre Bourdieu creó en el seno de Les Éditions de Minuit, la colección Le sens commun cuyo objetivo es descubrir autores hasta ahora desconocidos en suelo francés, como por ejemplo Erving Goffman.
Les Éditions de Minuit ha publicado las revistas Critique (fundada por Georges Bataille en 1946), Philosophie y Revue d’études palestiniennes (cofundada por Elias Sanbar en 1981).